# Jenalöbnitz
Jenalöbnitz est une commune allemande de l'arrondissement de Saale-Holzland, Land de Thuringe.

## Géographie
| Golmsdorf | Löberschütz  | Graitschen bei Bürgel |
| Iéna      | Jenalöbnitz  | Bürgel                |
|           | Großlöbichau |                       |

## Histoire
Une première colonisation de la vallée a sans doute lieu à l'âge de la pierre. Des fouilles archéologiques sur l'Alter Gleisberg montrent la présences des Celtes 1500 av. J.-C. L'installation d'un village a vraisemblablement lieu par les Germains au Ve siècle. Après la dissolution de la Ligue des Thuringes, il y a une migration des Slaves entre la Saale et l'Oder. On suppose que le village émerge à ce moment-là. Il se trouve aussi sur la route entre les abbayes de Fulda et d'Hersfeld.
Jenalöbnitz est mentionné pour la première fois en 1220.

## Source de la traduction
- (de) Cet article est partiellement ou en totalité issu de l’article de Wikipédia en allemand intitulé « Jenalöbnitz » (voir la liste des auteurs).